# Липин, Николай Иванович
Николай Иванович Липин (1812—1877) — русский инженер, генерал-майор, профессор института инженеров путей сообщения, был жалован дипломом на потомственное дворянское достоинство.

## Биография
Николай Иванович Липин родился 22 ноября 1812 года.
Обучался он в военно-строительном училище, затем в 1829 году поступил кадетом в Институт инженеров путей сообщения. В 1831 году Липин получил чин прапорщика. 
В 1833 году Николай Иванович, получив чин поручика, стал репетитором при институте, и уже в следующем году был переведён в 3-й Московский округ. Вскоре Липин занялся составлением проекта шоссе от Москвы до Бреста под руководством майора Четверикова. В округе он пробыл до 1836 года, и затем вновь стал репетитором в институте. Также Николай Иванович был преподавателем начальной математики в Технологическом институте (начиная с 1841) и в училище гражданских инженеров (начиная с 1843). 
В 1842 году он принимал участие в строительстве Николаевской железной дороги под руководством инженеров Крафта и Мелешкова. В 1847 году Липин стал помощником начальника Северной дирекции, а в 1850 году — профессором института инженеров путей сообщения по курсу водяных сообщений и по постройке машин. В институте Липин преподавал до 1856 года, затем стал вице-директором Департамента железных дорог. 
В 1860 году Николай Иванович Липин получил чин генерал-майора. В 1861 году он, по распоряжению правительства, стал членом совета управления главного общества российских железных дорог, а в 1864 году — членом конференции института путей сообщения (занимал эти должности до конца жизни), в 1865 году Липин стал директором департамента железных дорог и в 1870 году — членом совета министерства. 
В 1875 году был произведён в тайные советники.
Скончался 3 февраля 1877 года. Похоронен на Митрофаниевском кладбище.

#### Семья
Жена — Юлия Ивановна Липина (урожд. Мей; 1824—1888), двоюродная сестра поэта Л.А.Мея.
- Дочь — Любовь Николаевна Липина (1846—1926), замужем за И.П.Масловым, генералом от инфантерии. Их дочь, Ольга Игнатьевна Маслова (1868—1955) была замужем за В.А.Олоховым, оставила воспоминания[1], частично оцифрованный фонд О.И.Олоховой хранится в ЦГИА Санкт-Петербурга (фонд 2312).
- Сын — Николай Николаевич Липин (1848—1883), инженер путей сообщения, женат (с 1870) на Наталье Александровне Иолшиной (1851—1883), сестре М.А.Иолшина. Наталья Александровна — подруга Елены Оттобальдовны Кириенко-Волошиной, матери М.Волошина. У семьи Липиных Е.О.Волошина жила с сыном в Севастополе после ухода от мужа.[2][3]
- Сын — Александр Николаевич Липин (1851—1914), инженер путей сообщения, тайный советник.
- Сын — Владимир Николаевич Липин (1854—1930), инженер путей сообщения, помощник начальника Самаро-Златоустовской железной дороги. В 1818–1920 гг. — в войсках Восточного фронта Русской армии. Его жена — Ольга Николаевна Иосса (1863—1903), сестра архитектора А.Н.Иоссы.
- Сын — Вячеслав Николаевич Липин (1858—1930), горный инженер, профессор-металлург, член-корреспондент АН СССР.

## Публикации
Среди опубликованных трудов Николая Ивановича Липина известны следующие:
- «Таблицы, формулы и численные данные для сокращения вычислений и руководства при соображениях, относящихся до строительного искусства»[4]
- «О печах, изобретенных отставным инженер-капитаном Быковым»[5]
- «Исследование одной из кривых, употребляемых при сопряжении дорог»[6]
- «О реках, протекающих по слабому грунту, и о предохранении берегов их от подмывания»[7]
- «Железные дороги»[8]
- «Теория постоянного движения текущих вод и приложение оных к решению многих вопросов гидравлики»[9]
- «Об архимедовом винте»[10]
- «Уроки и стоимость укладки водопроводных труб и других работ для снабжения городов и зданий водою»[11]
- «Винтовое пароходство»[12]
- «Пояснительная статья к постановлениям о пределах размеров подвижного состава и приближения строений к путям железных дорог»[13]
- «Вентиляция Смольного монастыря»